# Poecilimon kutahiensis
Poecilimon kutahiensis är en insektsart som beskrevs av Werner 1901. Poecilimon kutahiensis ingår i släktet Poecilimon och familjen vårtbitare. Inga underarter finns listade i Catalogue of Life.